# Ni ange, ni bête
Ni Ange, ni Bête est le deuxième roman d'André Maurois, publié en 1919. Rédigé durant la Première Guerre mondiale à Abbeville, cette fiction historique se déroulant dans les dernières années de la monarchie de Juillet se veut une réécriture des malheurs conjugaux du poète Percy Bysshe Shelley et de son épouse Harriet Westbrook, auxquels Maurois consacra également en 1923 son ouvrage Ariel ou la Vie de Shelley.

## Résumé

### Les personnages
Philippe Viniès : jeune ingénieur des Ponts et Chaussées nommé à Abbeville aux idées républicaines bien arrêtées, c'est un idéaliste aussi naïf qu'impétueux, chargé de l'entretien du canal de la Somme. Amené à fréquenter régulièrement grâce à Bertrand d'Ouville le château d’Epagne, il y rencontre Geneviève de Vaulges, qu'il finit par épouser. Lorsque sa femme lui confesse la tentative infructueuse de Lucien Malessart pour la séduire, il est moins affecté par cette trahison que par les propos de son ami, qui qualifie ses « enthousiasmes » de « puérils ». Après avoir confronté Lucien il lui pardonne assez naïvement, blessant alors cruellement son épouse. Il se rend durant la révolution de 1848 à Paris, où il devient le secrétaire de l’éphémère préfet de police Marc Caussidière. Ayant fini par regagner Abbeville, et se trouvant mêlé à une protestation des ouvriers de la ville contre la fermeture des ateliers nationaux, il finit par gagner Londres avec son épouse et son fils, sur les conseils de Bertrand d'Ouville et de l'ingénieur-chef Lecardonnel. Viniès est la transposition du poète Percy Shelley, d'un véritable ingénieur d'Abbeville ainsi que de certains aspects de la personnalité de Maurois lui-même durant sa jeunesse.
Bertrand d'Ouville : rentier et archéologue abbevillois qui rencontre Philippe dans une diligence au début du roman, il est son parfait opposé : vieux célibataire spirituel et cynique qui « vendrait son âme pour une jolie phrase [ou] pour une jolie femme », il fréquente assidument le château d’Epagne et le Comité du cercle d’Abbeville (dont il souligne pourtant la vacuité). Fils d'un vendeur de cuir ayant fait fortune sous l'Empire, il est parfaitement à son aise au sein du régime de Juillet, et ne cache pas sa sympathie pour le roi Louis-Philippe. Il est fortement inspiré de Jacques Boucher de Perthes, célèbre notable d'Abbeville.
Geneviève de Vaulges : protégée de Mademoiselle, chez qui elle rencontre Philippe Viniès, et plus fluette que son amie Catherine, elle quitte Abbeville à la fin de la première partie pour Paris, poussant Viniès à une brusque confession. Acceptant finalement de l'épouser, elle emménage avec son nouvel époux dans une petite maison de briques située dans les faubourgs d'Abbeville. Confrontée aux avances de Lucien Malessart, l'ami cynique et infidèle de Philippe, elle commencera par le repousser et le dénoncer à son mari puis, blessée par le manque de réaction de celui-ci, finit par regretter inconsciemment de ne pas avoir cédé aux avances du séducteur. Elle est la transposition du personnage d'Harriet Westbrook, première épouse de Shelley.
Lucien Malessart : jeune révolutionnaire aigri et cynique, il devint rapidement un indicateur du préfet de police de Paris en le renseignant sur les agissements de la Société des saisons. De passage chez son ami Philippe Viniès à Abbeville, il entreprend de séduire Geneviève, épouse ce dernier ; confronté par celui-ci, il lui ment effrontément et parvint à obtenir son pardon, au grand désespoir de Geneviève, blessée par l'indifférence de son mari. Sa duplicité sera néanmoins révélée après la révolution de 1848 : ayant échappé à une exécution sommaire en raison de l'abolition de la peine de mort, son destin demeure inconnu. Il est la transposition de Thomas Jefferson Hogg ainsi que de Lucien Delahodde, agent secret de la police royale et membre influent de sociétés révolutionnaires sous la monarchie de Juillet.
« Mademoiselle » : vieille fille propriétaire du château d’Epagne au sein duquel elle prend plaisir recevoir les notables d'Abbeville, et où Viniès rencontrera ses protégées Catherine Bresson et Geneviève de Vaulges.

## Historique
Dans la préface de l'édition de 1957 publiée chez Grasset, André Maurois revient sur les circonstances de rédaction de Ni ange, ni bête : cantonné en 1918 à Abbeville où son travail d’interprète pour un régiment britannique ne l'occupait qu'une partie du jour (expérience relatée dans Les silences du colonel Bramble dont il venait de finir le plan), il entreprit d'écrire pour s'occuper un nouvel ouvrage. Ayant depuis quelques années le projet de rédiger une biographie de Shelley (ce qu'il finira par entreprendre de manière plus directe en 1923 avec Ariel ou la Vie de Shelley), il décida de transposer l'histoire de la relation du poète avec son ami Thomas Jefferson Hogg (rendue conflictuelle par les tentatives de Hogg pour séduire Harriet Westbrook, compagne de Shelley) dans la commune d'Abbeville, au cours de la monarchie de Juillet.
De l'avis même de son auteur, « cet ouvrage imparfait » n'eut « à peu près aucun succès » au moment de sa sortie. Avec le recul, l'écrivain attribua cet échec partiel à sa volonté d'exposer, de condamner et d'expliquer les défauts qui furent les siens dans sa jeunesse - sa rigidité, son manque de compréhension des sentiments de ses compagnes - au travers du personnage de Philippe Viniès.

« Je poursuivais en Philippe Viniès un ancien « moi » auquel j'étais hostile et j'avais pour lui trop peu de sympathie pour être capable de le rendre sympathique. »

— André Maurois, Préface de l'édition de 1957 de Grasset

## Analyse
Le titre de ce roman, Ni ange, ni bête, est issu de la célèbre citation de Blaise Pascal :

« L’homme n’est ni ange ni bête, et le malheur veut que qui veut faire l’ange fait la bête. »

— Blaise Pascal,  Pensées

## Éditions

### Éditions francophones
- André Maurois, Ni ange, ni bête, Grasset, Paris, 1919, 276 p.[1]
- André Maurois, Ni ange, ni bête, M-P Trémois, Paris, 1927, fig. de Pierre Gandon, 203 p.[2]
- André Maurois, Ni ange, ni bête, Grasset, Paris, 1927, 208 p.[3]
- André Maurois, Ni ange, ni bête, J. Ferenczi et fils, Paris, 1929, fig. de Émile Beaume, 189 p.[4]
- André Maurois, Ni ange, ni bête, J. Ferenczi et fils, coll. « Les cahiers illustrés : Maîtres et jeunes de France et d'ailleurs (n° 4) », Paris, 1932, illustrations de Valentin Le Campion, 16 p.[5]
- André Maurois, Ni ange, ni bête, Flammarion, 1936, 63 p.[6]
- André Maurois, Œuvres complètes : Les Silences du colonel Bramble - Les Discours du docteur O'Grady - A la recherche de Bramble - Les Nouveaux discours du docteur O'Grady - Conseils à un jeune Français - Ni ange, ni bête, t. I, Grasset, Paris, bois de Louis Jou, 1950[7].
- André Maurois, Ni ange, ni bête, Grasset, Paris, 1954, 185 p.[8]
- André Maurois, Ni ange, ni bête, Le Livre de poche, Paris, 1962, 185 p.[9]
- André Maurois, Œuvres choisies, Tome III, « Ni ange ni bête », Pierre de Tartas, Paris, illustrations de Louis Touchagues et préface de François Mauriac et Jules Romains, 1965, 285 p.[10]
- André Maurois, Ni ange, ni bête ; Bernard Quesnay ; Climats, Éditions Rencontre, Lausanne, 1969, 555 p.[11]
- André Maurois, Ni ange, ni bête, Grasset, Paris, édition numérique, 2014, 222 p.

### Traductions
- André Maurois, Ni angel, ni bestia, J. Janés, coll. « Manantial que no cesa », Barcelone, traduction de Juán F. Rosals, 1949, 195 p.[12]
- André Maurois, Neither Angel, Nor Beast, Infusionmedia, Lincoln (Nebraska), traduction de Preston and Sylvie Shires, 2015.